# Gunnar Gren
Johan Gunnar Gren (31. říjen 1920, Göteborg – 10. listopad 1991, Göteborg, Švédsko) byl švédský fotbalový záložník a poté i trenér. Byl člen slavného útočného tria přezdívaného Gre-No-Li tvořeného jím, Nordahlem a Liedholmem v italském Miláně i v reprezentaci Švédska.
V roce 1946 byl vyhlášen nejlepším fotbalistou Švédska a s reprezentací získal stříbrnou medaili na MS 1958. Na tomto turnaji byl federací FIFA zpětně zařazen do all-stars týmu. Získal též zlatou medaili na OH 1948. Celkem za národní tým odehrál 57 utkání, v nichž vstřelil 32 gólů.
Roku 1941 se stal s IFK Göteborg mistrem Švédska, v sezóně 1950/51 s AC Milán mistrem Itálie. Roku 1947 se stal nejlepším střelcem švédské ligy.

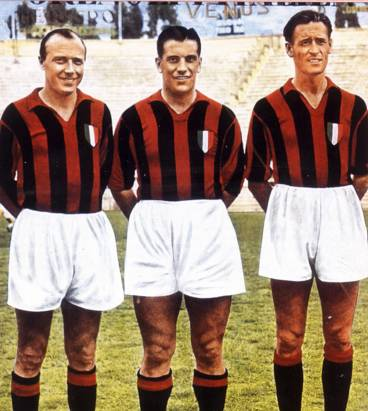
Trio Gre-No-Li

## Fotbalová kariéra

### Klubová
Svou kariéru začal v Gårda, klubu z Göteborgu. V roce 1941 jej koupil IFK Göteborg. Zde vyhrál v lize jeden titul (1941/42). V roce 1949 byl koupen italským Milánem, se kterým vyhrál titul (1950/51) a Latinský pohár (1951). Zde se mu přezdívalo Il Professore. U Rossoneri nastoupil celkem do 137 utkání a vstřelil 38 branek. Po čtyřech letech odešel do Fiorentiny, kde odehrál dvě sezony a poté kariéru v Itálii zakončil v sezoně 1955/56 v Janově. V 36 letech odešel domů do Švédska, kde ještě občas hrál jako hrající trenér do roku 1976.

### Reprezentační
První utkání za národní tým odehrál 29. srpna 1940 proti Finsku (3:2). Na OH 1948 hrál po boku s Liedholmem, se kterým tento turnaj vyhrál. Také se zúčastnil MS 1958, kde získal stříbrnou medaili za prohru ve finále s Brazílií.
Poslední utkání odehrál ve věku 37 let a 360 dní 24. června 1958 proti Dánsku (4:4).

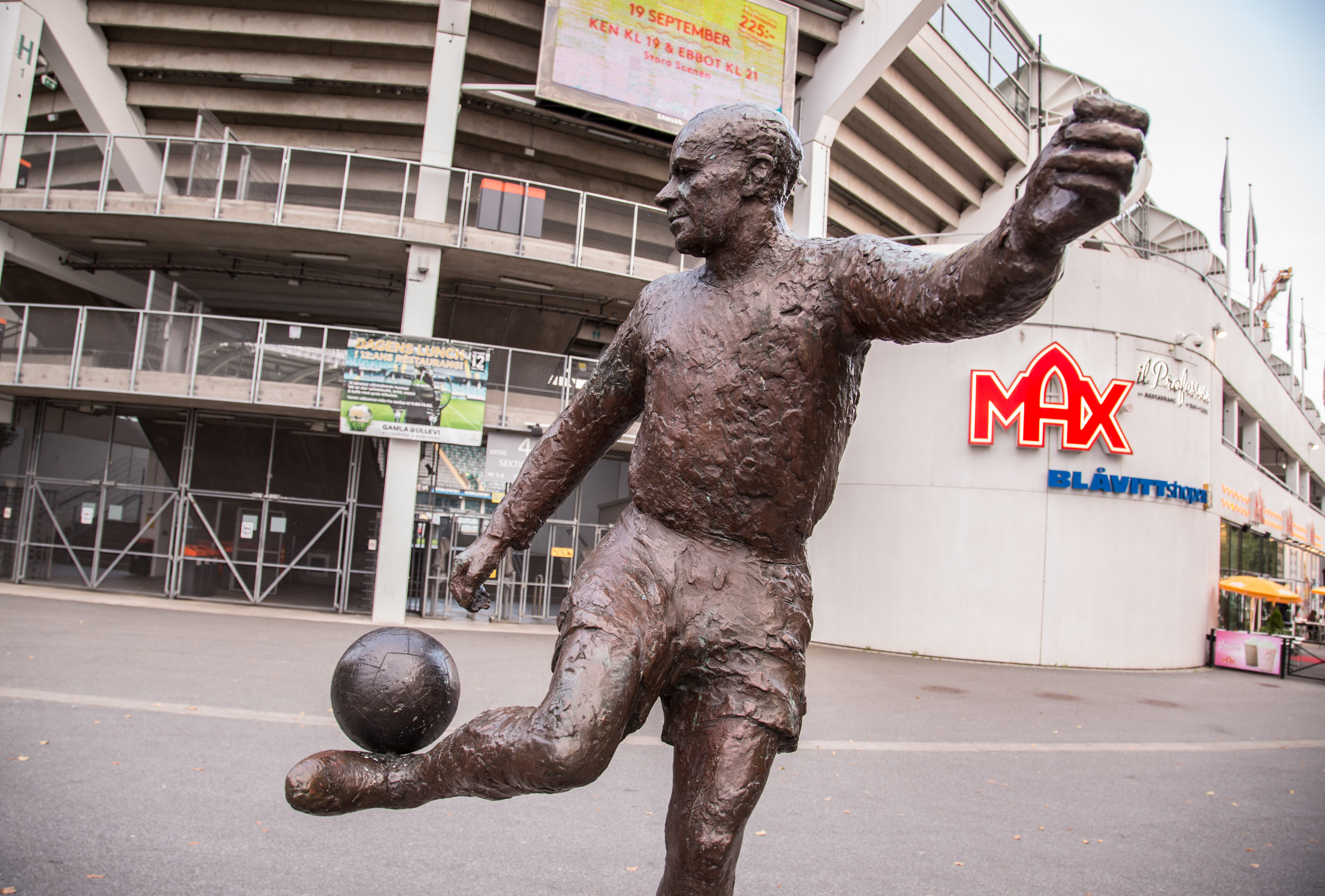
Socha před stadionem v Göteborgu

## Trenérská kariéra
Trenérskou kariéru začal jako hrající trenér v roce 1953, kdy mu Milan svěřil roli hráče-trenéra během zápasů o Latinský pohár. Tým vedl pouze dva zápasy (ve kterých se také rozhodl nastoupit na hřiště), a dokázal dovést Rossoneri do finále. Po této zkušenosti se k trénování vrátil až v roce 1956, kdy odešel z Itálie. Po návratu do Švédska byl najat klubem Örgryte jako hráč-trenér. Tým vedl tři sezóny a podařilo se mu přivést klub zpět do 1. ligy. Později se stal na krátko i trenérem Göteborgu.
V roce 1961 se připojil se k Juventusu. V lednu byl povolán, aby podpořil trenéra Parolu jako technického ředitele. V této roli vyhrál v sezoně 1960/61 titul. Funkci zpočátku zastával i pro následující sezónu, tentokrát po boku nového trenéra Korosteleva, nicméně v září, po pouhých dvou dnech sezony 1961/62, byl nucen náhle opustit tým z osobních důvodů a vrátit se do Švédska.
Po návratu do vlasti od té doby trénoval pouze místní týmy. V roce 1963 byl najat klubem GAIS jako hráč-trenér, s klubem dosáhl postupu do  1. ligy. V roce 1965 vedl tým ze 4. ligy Värnamo a opět jako hráč-trenér. Poslední angažmá měl v roce 1976, když vedl Oddevold.
Zemřel v roce 1991 ve věku 71 let na mrtvici. Byl pohřben v Göteborgu.

## Statistiky

### Klubové
| Sezóna               | Klub                 | Liga                 | Liga   | Liga | Ligové poháry | Ligové poháry | Ligové poháry | Kontinentální poháry | Kontinentální poháry | Kontinentální poháry | Celkem | Celkem |
| Sezóna               | Klub                 | Soutěž               | Zápasy | Góly | Soutěž        | Zápasy        | Góly          | Soutěž               | Zápasy               | Góly                 | Zápasy | Góly   |
| -------------------- | -------------------- | -------------------- | ------ | ---- | ------------- | ------------- | ------------- | -------------------- | -------------------- | -------------------- | ------ | ------ |
| 1936/37              | Gårda                | Allsvenskan          | 1      | 0    | -             | 0             | 0             | -                    | 0                    | 0                    | 1      | 0      |
| 1937/38              | Gårda                | Allsvenskan          | 22     | 4    | -             | 0             | 0             | -                    | 0                    | 0                    | 22     | 4      |
| 1938/39              | Gårda                | Allsvenskan          | 22     | 8    | -             | 0             | 0             | -                    | 0                    | 0                    | 22     | 8      |
| 1939/40              | Gårda                | Allsvenskan          | 9      | 4    | -             | 0             | 0             | -                    | 0                    | 0                    | 9      | 4      |
| Celkem za Gårdu      | Celkem za Gårdu      | Celkem za Gårdu      | 54     | 16   | -             | 0             | 0             | -                    | 0                    | 0                    | 54     | 16     |
| 1940/41              | Göteborg             | Allsvenskan          | 22     | 10   | ŠP            | ?             | ?             | -                    | 0                    | 0                    | 22+    | 10+    |
| 1941/42              | Göteborg             | Allsvenskan          | 22     | 9    | ŠP            | ?             | ?             | -                    | 0                    | 0                    | 22+    | 9+     |
| 1942/43              | Göteborg             | Allsvenskan          | 21     | 11   | ŠP            | ?             | ?             | -                    | 0                    | 0                    | 21+    | 11+    |
| 1943/44              | Göteborg             | Allsvenskan          | 16     | 8    | ŠP            | ?             | ?             | -                    | 0                    | 0                    | 16+    | 8+     |
| 1944/45              | Göteborg             | Allsvenskan          | 19     | 14   | ŠP            | ?             | ?             | -                    | 0                    | 0                    | 19+    | 14+    |
| 1945/46              | Göteborg             | Allsvenskan          | 20     | 18   | ŠP            | ?             | ?             | -                    | 0                    | 0                    | 20+    | 18+    |
| 1946/47              | Göteborg             | Allsvenskan          | 22     | 8    | ŠP            | ?             | ?             | -                    | 0                    | 0                    | 22+    | 8+     |
| 1947/48              | Göteborg             | Allsvenskan          | 22     | 1    | ŠP            | ?             | ?             | -                    | 0                    | 0                    | 22+    | 1+     |
| Celkem za Göteborg   | Celkem za Göteborg   | Celkem za Göteborg   | 164    | 79   | -             | ?             | ?             | -                    | 0                    | 0                    | 164+   | 79+    |
| 1949/50              | Milán                | Serie A              | 37     | 18   | -             | 0             | 0             | -                    | 0                    | 0                    | 37     | 18     |
| 1950/51              | Milán                | Serie A              | 36     | 9    | -             | 0             | 0             | LP                   | 2                    | 0                    | 38     | 9      |
| 1951/52              | Milán                | Serie A              | 31     | 7    | -             | 0             | 0             | -                    | 0                    | 0                    | 31     | 7      |
| 1952/53              | Milán                | Serie A              | 29     | 4    | -             | 0             | 0             | LP                   | 2                    | 0                    | 31     | 4      |
| Celkem za Milán      | Celkem za Milán      | Celkem za Milán      | 133    | 38   | -             | 0             | 0             | -                    | 4                    | 0                    | 137    | 38     |
| 1953/54              | Fiorentina           | Serie A              | 32     | 3    | -             | 0             | 0             | -                    | 0                    | 0                    | 32     | 3      |
| 1954/55              | Fiorentina           | Serie A              | 23     | 2    | -             | 0             | 0             | -                    | 0                    | 0                    | 23     | 2      |
| Celkem za Fiorentinu | Celkem za Fiorentinu | Celkem za Fiorentinu | 55     | 5    | -             | 0             | 0             | -                    | 0                    | 0                    | 55     | 5      |
| 1955/56              | Janov                | Serie A              | 29     | 2    | -             | 0             | 0             | -                    | 0                    | 0                    | 29     | 2      |
| 1956/57              | Örgryte              | 2.liga               | ?      | ?    | -             | 0             | 0             | -                    | 0                    | 0                    | ?      | ?      |
| 1957/58              | Örgryte              | 2. liga              | ?      | ?    | -             | 0             | 0             | -                    | 0                    | 0                    | ?      | ?      |
| 1959                 | Örgryte              | Allsvenskan          | 4      | 0    | ŠP            | ?             | ?             | -                    | 0                    | 0                    | 4+     | 0+     |
| Celkem za Örgryte    | Celkem za Örgryte    | Celkem za Örgryte    | 4+     | 0+   | -             | ?             | ?             | -                    | 0                    | 0                    | 4+     | 0+     |
| 1963                 | GAIS                 | 2. liga              | 20     | 2    | -             | 0             | 0             | -                    | 0                    | 0                    | 20     | 2      |
| 1964                 | GAIS                 | Allsvenskan          | 2      | 0    | ŠP            | ?             | ?             | -                    | 0                    | 0                    | 2+     | 0+     |
| Celkem za GAIS       | Celkem za GAIS       | Celkem za GAIS       | 22     | 2    | -             | ?             | ?             | -                    | 0                    | 0                    | 22+    | 2+     |
| Celkově              | Celkově              | Celkově              | 461+   | 142+ | -             | ?             | ?             | -                    | 4                    | 0                    | 465+   | 142+   |

### Reprezentační

#### Statistika na velkých turnajích
| Reprezentace | Rok     | Zápasy             | Zápasy | Zápasy        | Zápasy           | Zápasy           | Zápasy   |
| Reprezentace | Rok     | Fáze turnaje       | Datum  | Soupeř        | Odehraných minut | Vstřelené branky | Výsledek |
| ------------ | ------- | ------------------ | ------ | ------------- | ---------------- | ---------------- | -------- |
| Švédsko      | OH 1948 | 1. kolo            | 2. 8.  | Rakousko      | 90               | 0                | 3:0      |
| Švédsko      | OH 1948 | Čtvrtfinále        | 5. 8.  | Jižní Korea   | 90               | 1                | 12:0     |
| Švédsko      | OH 1948 | Semifinále         | 10. 8. | Dánsko        | 90               | 0                | 4:2      |
| Švédsko      | OH 1948 | Finále             | 13. 8. | Jugoslávie    | 90               | 2                | 3:1      |
| Švédsko      | MS 1958 | 1 zápas ve skupině | 8. 6.  | Mexiko        | 90               | 0                | 3:0      |
| Švédsko      | MS 1958 | 2 zápas ve skupině | 12. 6. | Maďarsko      | 90               | 0                | 2:1      |
| Švédsko      | MS 1958 | Čtvrtfinále        | 19. 6. | Sovětský svaz | 90               | 0                | 2:0      |
| Švédsko      | MS 1958 | Semifinále         | 24. 6. | Německo       | 90               | 1                | 3:1      |
| Švédsko      | MS 1958 | Finále             | 29. 6. | Brazílie      | 90               | 0                | 2:5      |

## Úspěchy

### Hráčské

#### Klubové

##### Národní
- vítěz švédské ligy (1x)

Göteborg: 1941/42
- vítěz italské ligy (1x)

Milán: 1950/51

##### Kontinentální
- vítěz latinského poháru (1x)

Milán: 1951

#### Reprezentační
- 1× na MS (MS 1958 – stříbro)
- 1× na OH (1948 – zlato)

#### Individuální
- 1× švédský fotbalista roku (1946)[21]

### Trenérské
- vítěz italské ligy (1x)

Juventus: 1960/61